# Футболен клуб Ал Ахли
Футболен клуб Ал Ахли, по-често съкращаван като Ал Ахли, е професионален футболен клуб от Саудитска Арабия, основан през 1937 г. и базиран в град Джеда.

## История
Ал Ахли е един от най-големите клубове в родината си страна. Освен това е и първият отбор, спечелил Сауди Лийг Шилд и първият шампион на купата на Кралство Саудитска Арабия. Ал  Ахли привлича много международни треньори като Валдер Перейра, Тели Сантана или Фелипе Сколари.  Йохан Кройф носи фланелката на Ал Ахли на прощалния мач за клубната легенда Мохамед Амин Дабо, друго подобно историческо събитие е пристигането на футболната легендата Марадона, също с фланелката на Ал Ахли, по време на демонстративен мач по случай 50-годишнината на основаването на клуба от Саудитска Арабия.

## Отличия

### Саудитска супер купа:

##### Шампиони: 2016
Азиатска шампионска лига:
Шампион: 2025

## Списък на историческите голмайстори на Ал Ахли
1. Омар Алсмах (195 гола)
2. Талал Ал Михаал (82 гола)
3. Виктор СИМУС (80 гола)
4. Амине Дабо (76 гола)
5. Хосам Абу Дауд (74 гола)
6. Халед Каваджи (74 гола)
7. Ибрахим Ал-Шахрани (67 гола)
8. Тайсир Ал Джасим (64 гола)
9. Ахмед Ирисо (63 гола)
10. Солиман Матар (58 гола)
11. Малик Моаз (58 гола)

## Известни футболисти
- Едуард Менди
- Алан Сейнт Максим
- Роберто Фирмино
- Рияд Марез
- Паулиньо
- Марко Марин